# Harry Arnold

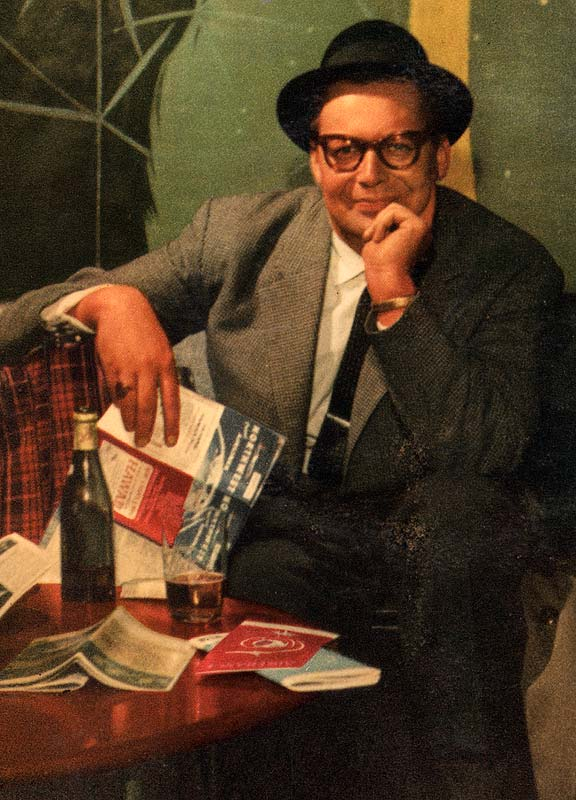
Harry Arnold

Harry Arnold (echte naam Harry Arnold Pärsson Helsingborg, 7 augustus 1920 - Stockholm, 11 februari 1971) was een Zweedse jazzsaxofonist, bigbandleider, componist en arrangeur.

## Biografie
Arnold speelde in de jaren 1930 saxofoon in verschillende orkesten. Van 1942 tot 1949 leidde hij zijn eigen bigband, waarmee hij in de club Amiralen in Malmö's Folkets Park speelde. Hierna werkte hij bij Thore Ehrling als arrangeur. In 1952 formeerde hij weer een eigen groep en begon hij ook filmmuziek te componeren. Vier jaar later was hij de oprichter van een radio-orkest waarin belangrijke Zweedse musici van die tijd speelden, zoals Arne Domnérus. Maar ook buitenlandse musici hebben korte tijd in zijn radiobandet gespeeld, zoals Benny Bailey, Lucky Thompson, Coleman Hawkins en Stan Getz. Quincy Jones leidde het even in 1958 en in dat jaar maakte de band met Jones en Arnold ook opnames. Het orkest was actief tot 1965, daarna bleef Arnold arrangementen schrijven en leidde hij ook af en toe een bigband.

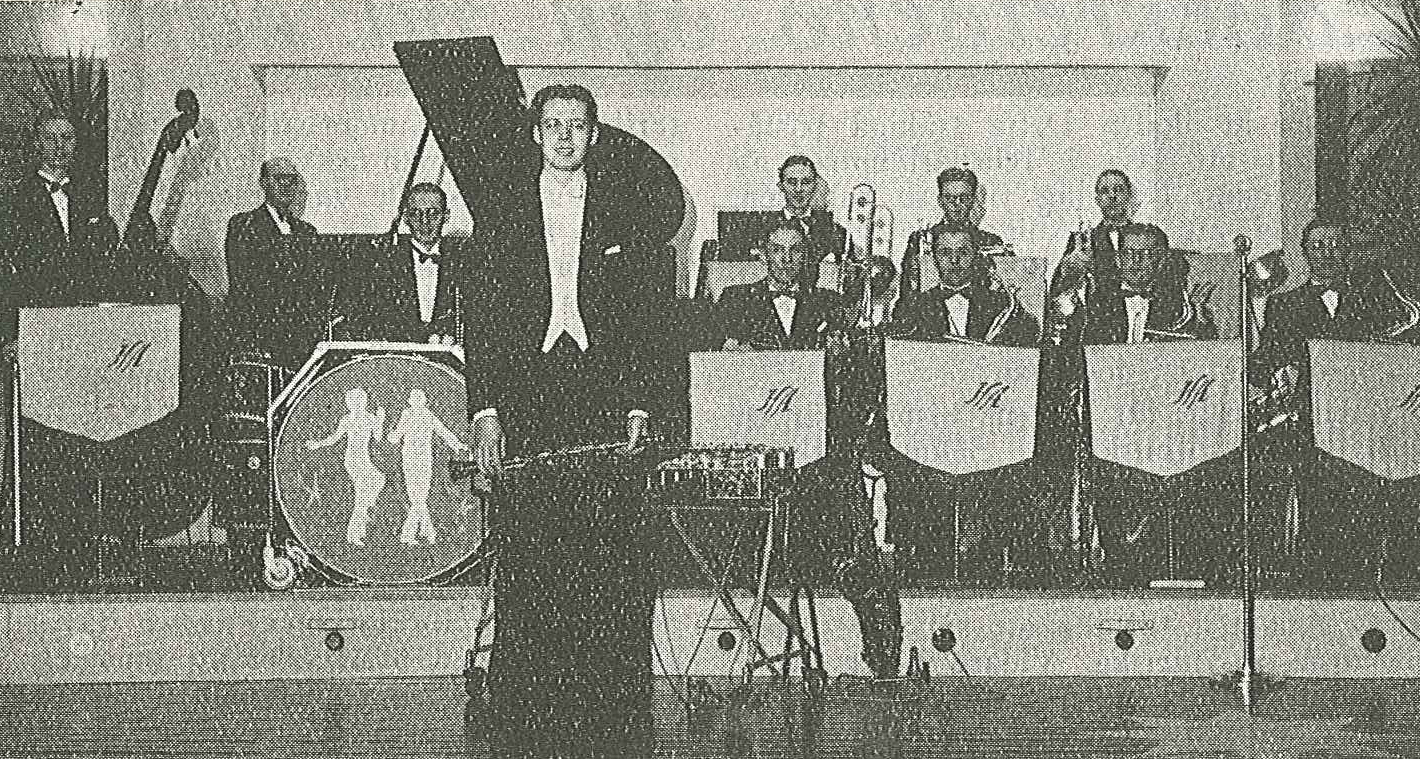
Harry Arnold met zijn orkest in 1943

## Discografie (selectie)
- This Is Harry and the Mystery Band, Metronome, 1957
- I Love Harry Arnold and All His Jazz, Atco, 1958
- Harry Arnold and His Orchestra, Emarcy, 1958
- Jazztone Mystery Band: Harry Arnold and His Orchestra, Jazztone, 1958
- Quincy's Home Again, Metronome, 1958
- Harry Arnold Plus Big Band Plus Quincy Jones = Jazz, Emarcy, 1959
- Harry Arnold's Guest Book, Metronome, 1960
- Premiari (radio-opnames 1956-1960), Ancha, 1994
- Harry Arnold (live 1959), Ancha, 1994
- Big Band in Concert 1957-1958 (radio-opnames, met Quincy Jones), Dragon Records, 1996
- Studio Sessions 1956-1958, Dragon Records, 1998
- Harry Arnold Big Band 1964/1965 vol. 1 & 2, Dragon Records, 2003